# Gustav Peinemann
Gustav Peinemann (* 18. Februar 1909 in Braunschweig; † 16. April 1982 ebenda) war ein deutscher Leichtathlet, der auf das Gehen spezialisiert war.

## Sportliche Karriere
Gustav Peinemann trat bis 1942 für Eintracht Braunschweig an. Von 1946 bis 1952 war er beim Wintersportverein Braunschweig (WSV Braunschweig). 1953 kehrte er zu Eintracht Braunschweig zurück.
Peinemanns beste Einzelplatzierung bei Deutschen Meisterschaften war der zweite Platz im 50-km-Gehen 1954 hinter Hermann Grittner. Bei den Deutschen Meisterschaften 1942 gewann Peinemann den Meistertitel im 25-km-Gehen mit der Mannschaft von Eintracht Braunschweig. Vier Jahre später bei den Meisterschaften 1946 wurde der nächste Mannschaftstitel vergeben, diesmal siegte Peinemann mit dem Team vom WSV Braunschweig. In der Mannschaftswertung über 50 Kilometer siegte Peinemann 1941 mit der Mannschaft von Eintracht Braunschweig. Mit dem WSV wurde er Deutscher Meister 1950. 1951 und 1952 belegte Peinemann mit dem WSV den zweiten Platz. Nach seiner Rückkehr zur Eintracht gewann Peinemann die Mannschaftswertung 1953, 1954, 1956 und 1958.
Von 1952 bis 1957 trat Gustav Peinemann viermal bei Länderkämpfen im Nationaltrikot an.

## Bestleistungen
- 20-km-Gehen: 1:38:00 Stunden am 14. September 1941 in Posen
- 50-km-Gehen: 4:42:17 Stunden am 2. Oktober 1949 in Braunschweig